# Торнтон (Колорадо)
Торнтон (англ. Thornton) — місто (англ. city) в США, в округах Адамс і Велд штату Колорадо. Населення — 141 867 осіб (2020).

## Географія
Торнтон розташований за координатами 39°55′5″ пн. ш. 104°56′44″ зх. д. / 39.91806° пн. ш. 104.94556° зх. д. (39.918037, -104.945448).  За даними Бюро перепису населення США в 2010 році місто мало площу 93,11 км², з яких 90,24 км² — суходіл та 2,87 км² — водойми.

## Демографія
Згідно з переписом 2010 року, у місті мешкали 118 772 особи в 41 359 домогосподарствах у складі 30 254 родин. Густота населення становила 1276 осіб/км².  Було 43230 помешкань (464/км²).
Расовий склад населення:
| - 77,4 % — білих - 4,4 % — азіатів - 1,8 % — чорних або афроамериканців - 1,1 % — корінних американців - 0,1 % — вихідців з тихоокеанських островів - 11,4 % — осіб інших рас |

До двох чи більше рас належало 3,8 %. Частка іспаномовних становила 31,7 % від усіх жителів.
За віковим діапазоном населення розподілялося таким чином: 29,5 % — особи молодші 18 років, 64,0 % — особи у віці 18—64 років, 6,5 % — особи у віці 65 років та старші. Медіана віку мешканця становила 32,0 року. На 100 осіб жіночої статі у місті припадало 97,9 чоловіків;  на 100 жінок у віці від 18 років та старших — 95,8 чоловіків також старших 18 років.
Середній дохід на одне домашнє господарство  становив 80 125 доларів США (медіана — 66 948), а середній дохід на одну сім'ю — 86 480 доларів (медіана — 74 884). Медіана доходів становила 51 146 доларів для чоловіків та 41 082 долари для жінок. За межею бідності перебувало 8,9 % осіб, у тому числі 13,3 % дітей у віці до 18 років та 3,3 % осіб у віці 65 років та старших.
Цивільне працевлаштоване населення становило 65 406 осіб. Основні галузі зайнятості: освіта, охорона здоров'я та соціальна допомога — 19,2 %, роздрібна торгівля — 11,2 %, науковці, спеціалісти, менеджери — 10,9 %.